# إترابو
بلدية إترابو (بالإسبانية: Ítrabo) هي بلدية تقع في مقاطعة غرناطة التابعة لمنطقة أندلوسيا جنوب إسبانيا.

## الديموغرافيا
بلغ عدد سكان بلدية إترابو 1.169 نسمة عام 2011 (وفقاً للمعهد الوطني الإسباني للإحصاء).
| 1.052 | 1.029 | 1.010 | 1.116 | 1.115 | 1.140 | 1.169 |